# Monociclo

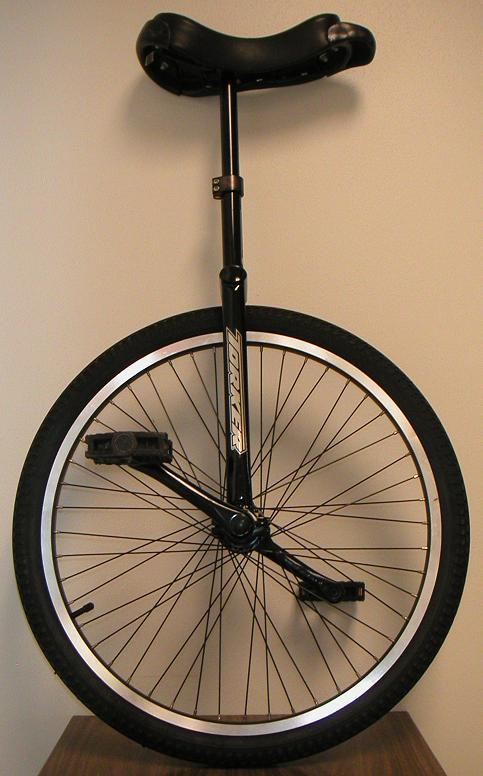
Um monociclo

Monociclo é um meio de transporte utilizado principalmente para apresentações artísticas que envolvem o equilibrismo. 
Como o nome diz o monociclo caracteriza-se por ter apenas uma roda. O condutor fica sentado num banco apoiado num garfo e com os pés nos pedais. Existem diversos tipos de monociclo assim como formas de andar.
É comum a história que os primeiros monociclos construídos vem dos antigos modelos de bicicletas, que tinham a roda dianteira muito maior que a traseira. Era comum empinar a bicicleta só com a roda dianteira, bastando retirar apenas a pequena roda traseira para o surgimento dos primeiros monociclos.
O monociclo é muito utilizado nos Estados Unidos, Europa e Japão por ser, além de um excelente divertimento, uma das melhores formas de desenvolvimento do equilíbrio, coordenação motora, reflexo, ganho aeróbico e anaeróbico, concentração, persistência, autoconfiança, e uma maravilhosa maneira de aliviar as tensões do trabalho ou estudo. 
O monociclo tem sido utilizado como ferramenta para se percorrer longas distâncias e tem estimulado muitas pessoas a apreciar este desporto inovador. 
Existem, por todo o mundo, grupos de praticantes de monociclo.
Já se realizam campeonatos e encontros mundiais na Europa, América do Norte, Nova Zelândia e Japão e já se encontra em processo um pedido para aceitação como um novo desporto olímpico.
Um belo exemplo de dedicação a este tipo de desporto é o de Lars Clausen, um pastor americano que rodou os Estados Unidos em monociclo levantando fundos para a sua Igreja. Outro exemplo é o de Hanspeter Beck, um australiano que rodou a Nova Zelândia durante 52 dias.